# Persone di nome Ahmed
| Questa pagina contiene informazioni ricavate automaticamente dalle voci biografiche con l'ausilio del template Bio e di un bot. L'aggiornamento è periodico e automatico e ricostruisce completamente la pagina. Se manca una persona in questa lista, sei pregato di non aggiungerla, ma accertati piuttosto che la sua voce biografica contenga il template Bio e che i dati anagrafici siano correttamente compilati. Se il template Bio manca, inseriscilo tu stesso o, in alternativa, metti l'avviso {{tmp\|Bio}} che ne segnala la mancanza. Se i dati riportati sono sbagliati, correggi direttamente la voce biografica; le modifiche saranno visibili in questa lista entro pochi giorni. Per chiarimenti vedi il progetto antroponimi. La lista contiene solo le 296 persone che sono citate nell'enciclopedia e per le quali è stato implementato correttamente il template Bio. Pagina aggiornata al 6 ago 2025. |

Questa è una lista di persone presenti nell'enciclopedia che hanno il nome Ahmed, suddivise per attività principale.

## Allenatori di calcio(4)
- Ahmed Jahouh, allenatore di calcio e ex calciatore marocchino (Casablanca, n. 1988)
- Ahmed Kantari, allenatore di calcio e ex calciatore francese (Blois, n. 1985)
- Ahmed Maharzi, allenatore di calcio e ex calciatore francese (Uzès, n. 1970)
- Ahmed Said, allenatore di calcio e ex calciatore egiziano (Il Cairo, n. 1984)

## Arbitri di calcio(1)
- Ahmed Al-Kaf, arbitro di calcio omanita (n. 1983)

## Architetti(1)
- Mimar Kemaleddin, architetto turco (Acıbadem, n. 1870 - Ankara, † 1927)

## Artisti(2)
- Ahmed Askalany, artista egiziano (Qena, n. 1978)
- Ahmed Kamel, artista egiziano (Il Cairo, n. 1981)

## Atleti(1)
- Ahmed Khairy, atleta egiziano

## Atleti paralimpici(1)
- Ahmed Mehideb, atleta paralimpico algerino (El Milia, n. 1995)

## Attivisti(3)
- Ahmed Adghirni, attivista berbero (Aït Baamrane, n. 1947 - Tiznit, † 2020)
- Ahmed Jibril, attivista e guerrigliero palestinese (Ramla, n. 1935 - Damasco, † 2021)
- Ahmed Maher, attivista egiziano (Alessandria d'Egitto, n. 1980)

## Attori(4)
- Ahmed Best, attore, doppiatore e regista statunitense (New York, n. 1973)
- Ahmed Hefiane, attore tunisino (Ksour Essef, n. 1966)
- Ahmed El Sakka, attore egiziano (Il Cairo, n. 1973)
- Ahmed Zaki, attore egiziano (Zagazig, n. 1949 - Cairo, † 2005)

## Banchieri(1)
- Ahmed Hachani, banchiere, giurista e politico tunisino (Tunisi, n. 1956)

## Cantanti(5)
- Ahmed Bukhatir, cantante, senatore e imprenditore emiratino (Sharjah, n. 1975)
- Ahmed Chawki, cantante e musicista marocchino (Tétouan, n. 1982)
- Cheb Mami, cantante algerino (Saida, n. 1966)
- Asake, cantante nigeriano (Lagos, n. 1995)
- Ahmed Piro, cantante marocchino (Rabat, n. 1932 - Rabat, † 2024)

## Cestisti(12)
- Sherif Abou el-Kheir, cestista egiziano (Alessandria d'Egitto, n. 1947 - Alessandria d'Egitto, † 2021)
- Ahmed Abou el-Fetouh, ex cestista egiziano (Il Cairo, n. 1971)
- Ahmed Hill, cestista statunitense (Fort Valley, n. 1995)
- Ahmed Khalaf, cestista egiziano (Giza, n. 1999)
- Ahmed Marei, ex cestista e allenatore di pallacanestro egiziano (n. 1959)
- Ahmed Metwaly, cestista egiziano (Alessandria d'Egitto, n. 1997)
- El-Sayed Mubarak, ex cestista egiziano (n. 1947)
- Adel Sabri, cestista e allenatore di pallacanestro egiziano (n. 1935 - † 2011)
- Ahmed el-Saharty, ex cestista egiziano (n. 1950)
- Ahmed Mohammed Sheir, cestista egiziano (n. 1910)
- Ahmed Soliman, ex cestista egiziano (n. 1965)
- Ahmed Sadeq Younis, ex cestista egiziano (Damasco, n. 1932)

## Chimici(1)
- Ahmed Zewail, chimico e fisico egiziano (Damanhur, n. 1946 - Pasadena, † 2016)

## Diplomatici(2)
- Ahmed Asmat Abdel-Meguid, diplomatico egiziano (Alessandria d'Egitto, n. 1923 - Il Cairo, † 2013)
- Ahmed Djoghlaf, diplomatico algerino (Algeri, n. 1953)

## Dirigenti sportivi(1)
- Ahmed Hassan, dirigente sportivo, allenatore di calcio e ex calciatore egiziano (Maghagha, n. 1975)

## Filosofi(1)
- Ahmed Aassid, filosofo, scrittore e attivista berbero (Taourmit, n. 1961)

## Generali(3)
- Ahmed Cemal Pascià, generale e politico turco (Mitilene, n. 1872 - Tbilisi, † 1922)
- Ahmed Hasan al-Bakr, generale e politico iracheno (Tikrit, n. 1914 - Baghdad, † 1982)
- Ahmed Awad Ibn Auf, generale e politico sudanese (n. 1957)

## Giocatori di calcio a 5(2)
- Ahmed Hussein, giocatore di calcio a 5 egiziano (n. 1984)
- Ahmed Sababti, giocatore di calcio a 5 belga (Merksem, n. 1985)

## Giocatori di football americano(1)
- Ahmed Plummer, giocatore di football americano statunitense (Forest, n. 1976)

## Giornalisti(3)
- Ahmed Benchemsi, giornalista marocchino (Casablanca, n. 1974)
- Ahmed Ismail Hassan, giornalista e youtuber bahreinita (Salmabad, n. 1990 - Salmabad, † 2012)
- Ahmet İhsan Tokgöz, giornalista turco (Erzurum, n. 1868 - Deǧimendere, † 1942)

## Hockeisti su prato(2)
- Ahmed Naseer Bunda, hockeista su prato pakistano (Rawalpindi, n. 1932 - Rawalpindi, † 1993)
- Ahmed Sher Khan, hockeista su prato indiano (n. 1912 - † 1967)

## Judoka(2)
- Ahmed Abelrahman, judoka egiziano (n. 1996)
- Ahmed El Meziati, judoka marocchino (n. 1995)

## Karateka(1)
- Ahmed El Sharaby, karateka italiano (Roma, n. 1993)

## Linguisti(1)
- Ahmed Boukous, linguista e sociologo berbero (Lakhsas, n. 1946)

## Lottatori(1)
- Ahmed Dudarov, lottatore tedesco (Groznyj, n. 1992)

## Maratoneti(2)
- Ahmed Adam, ex maratoneta sudanese (n. 1966)
- Boughéra El Ouafi, maratoneta francese (Ould-Djleb, n. 1899 - Saint-Denis, † 1959)

## Mezzofondisti(2)
- Ahmed El Mazoury, mezzofondista italiano (Taza, n. 1990)
- Ahmed Ouhda, mezzofondista italiano (Ait Ali Ouhassou, n. 1997)

## Militari(7)
- Ahmed Muhtar Pascià, militare e politico ottomano (Bursa, n. 1839 - Istanbul, † 1919)
- Ahmed Cevat Şakir Pascià, militare e politico ottomano (Damasco, n. 1851 - Istanbul, † 1900)
- Şeker Ahmed Pascià, militare e pittore ottomano (Istanbul, n. 1841 - Istanbul, † 1907)
- Ahmed ibn Yakub, militare arabo († 872)
- Ahmed Gaid Salah, militare e politico algerino (Aïn Yagout, n. 1940 - Algeri, † 2019)
- Mathieu Kérékou, militare e politico beninese (Kouarfa, n. 1933 - Cotonou, † 2015)
- Ahmed Rami, militare e politico marocchino (Tafraout, n. 1946)

## Nuotatori(7)
- Ahmed Adam, ex nuotatore sudanese (n. 1987)
- Ahmed Akram, nuotatore egiziano (Al-Qahira, n. 1996)
- Ahmed Hafnaoui, nuotatore tunisino (Métlaoui, n. 2002)
- Ahmed Jaouadi, nuotatore tunisino (Tunisi, n. 2005)
- Ahmed Mathlouthi, nuotatore tunisino (Tunisi, n. 1989)
- Ahmed Nazir, ex nuotatore pakistano (n. 1934)
- Ahmed Fouad Nessim, nuotatore e pallanuotista egiziano (n. 1924 - † 1956)

## Ostacolisti(1)
- Ahmed Hamada, ex ostacolista bahreinita (n. 1961)

## Pallanuotisti(2)
- Ahmed Paidayesh, pallanuotista iraniano (Teheran, n. 1947)
- Ahmed Yaghoti, pallanuotista iraniano (Ardabil, n. 1951)

## Pallavolisti(2)
- Ahmed Ikhbayri, pallavolista libico (Sebha, n. 1996)
- Ahmed Kadhi, pallavolista tunisino (Tunisi, n. 1989)

## Pentatleti(2)
- Ahmed El-Gendy, pentatleta egiziano (n. 2000)
- Ahmed Hamed, pentatleta egiziano (n. 1997)

## Poeti(2)
- Ahmed Rami, poeta, paroliere e traduttore egiziano (Il Cairo, n. 1892 - Il Cairo, † 1981)
- Ahmed Shawqi, poeta e drammaturgo egiziano (Egitto, n. 1869 - Egitto, † 1932)

## Politici(27)
- Ahmed Aboutaleb, politico e giornalista marocchino (Beni Sidel, n. 1961)
- Ahmed Ben Salah, politico e sindacalista tunisino (Moknine, n. 1926 - Tunisi, † 2020)
- Ahmed Arifi Pascià, politico ottomano (Istanbul, n. 1830 - Istanbul)
- Ahmed Hamdi Pascià, politico ottomano (n. 1826 - † 1885)
- Mithat Pascià, politico ottomano (Costantinopoli, n. 1822 - Ta'if, † 1883)
- Ahmed İzzet Pascià, politico e generale turco (Bitola, n. 1864 - Istanbul, † 1937)
- Ahmed Abdallah, politico comoriano (Domoni, n. 1919 - Moroni, † 1989)
- Ahmed Dini Ahmed, politico gibutiano (Obock, n. 1932 - Gibuti, † 2004)
- Ahmed Bahnini, politico marocchino (Fès, n. 1909 - Skhirate, † 1971)
- Ahmed Barzani, politico curdo (Barzan, n. 1896 - † 1969)
- Ahmed Ben Bella, politico e rivoluzionario algerino (Maghnia - Algeri, † 2012)
- Ahmed Benbitour, politico algerino (Metlili, n. 1946)
- Ahmed Bey, politico ottomano (Costantina, n. 1784 - Algeri, † 1851)
- Ahmed Dogan, politico bulgaro (Pchelarovo, n. 1954)
- Ahmed Reda Guedira, politico marocchino (Rabat, n. 1922 - Parigi, † 1995)
- Ahmed Laraki, politico marocchino (Casablanca, n. 1931 - Casablanca, † 2020)
- Ahmed Mohamed Mahamoud Silanyo, politico somalo (Burao, n. 1936 - Hargheisa, † 2024)
- Ahmed Maher Pascià, politico egiziano (n. 1888 - † 1945)
- Ahmed Osman, politico marocchino (Oujda, n. 1930)
- Ahmed Ouyahia, politico algerino (Iboudraren, n. 1952)
- Ahmed Resmî Efendi, politico, diplomatico e scrittore ottomano (n. 1700 - † 1783)
- Ahmed Abdallah Mohamed Sambi, politico comoriano (Mutsamudu, n. 1958)
- Ahmed Tidiane Souaré, politico guineano (Mali, n. 1951)
- Ahmed Sékou Touré, politico guineano (Faranah, n. 1922 - Cleveland, † 1984)
- Ahmed Vefik Pascià, politico turco (Costantinopoli, n. 1823 - Rumelihisarı, † 1891)
- Ahmed Zaki Yamani, politico saudita (La Mecca, n. 1930 - Londra, † 2021)
- Ahmed al-Mirghani, politico sudanese (Khartum, n. 1941 - Alessandria d'Egitto, † 2008)

## Principi(1)
- Şehzade Ahmed Kemaleddin, principe ottomano (Istanbul, n. 1848 - Istanbul, † 1905)

## Pugili(1)
- Ahmed Ismail, ex pugile egiziano (Il Cairo, n. 1975)

## Registi(3)
- Shadi Abdel Salam, regista, sceneggiatore e scenografo egiziano (Alessandria d'Egitto, n. 1930 - † 1986)
- Ahmed Atef, regista egiziano
- Ahmed Maher, regista egiziano (Il Cairo, n. 1968)

## Religiosi(1)
- Ahmed Al-Haddad, religioso emiratino (n. 1955)

## Scacchisti(1)
- Ahmed Adly, scacchista egiziano (Il Cairo, n. 1987)

## Schermidori(1)
- Farid Abou-Shadi, schermidore egiziano (Shibin El Kom, n. 1909)

## Scrittori(7)
- Ahmed Abodehman, scrittore, giornalista e poeta saudita (Al-Khalaf, n. 1949)
- Ahmed Midhat, scrittore turco (Rushuk, n. 1844 - Istanbul, † 1912)
- Ahmed Nagi, scrittore, giornalista e blogger egiziano (Mansura, n. 1985)
- Ahmed Nekkar, scrittore, traduttore e musicista algerino (Dellys, n. 1955 - Tizi Ouzou, † 2024)
- Ahmed Rashid, scrittore, giornalista e storico pakistano (n. 1948)
- Salman Rushdie, scrittore e saggista indiano (Bombay, n. 1947)
- Ahmed Saadawi, scrittore iracheno (Baghdad, n. 1973)

## Scultori(1)
- Ahmed Al Safi, scultore iracheno (Al-Dīwāniyya, n. 1971)

## Siepisti(1)
- Ahmed Abdelwahed, siepista e mezzofondista italiano (Roma, n. 1996)

## Sollevatori(1)
- Ahmed Tarbi, sollevatore algerino (Arris, n. 1954 - Batna, † 2021)

## Sovrani(1)
- Tekuder, sovrano mongolo († 1284)

## Sultani(3)
- Ahmed I, sultano ottomano (Magnesia, n. 1590 - Palazzo di Topkapı, † 1617)
- Ahmed II, sultano ottomano (Palazzo di Topkapı, n. 1643 - Edirne, † 1695)
- Ahmed III, sultano ottomano (Istanbul, n. 1673 - Istanbul, † 1736)

## Terroristi(5)
- Ahmed al-Haznawi, terrorista saudita (Provincia di al-Bāha, n. 1980 - Shanksville, † 2001)
- Ahmed al-Ghamdi, terrorista saudita (al-Bāha, n. 1979 - New York, † 2001)
- Ahmed Abdi Godane, terrorista somalo (Hargheisa, n. 1977 - Baraawe, † 2014)
- Ahmed Ressam, terrorista algerino (Bou Ismaïl, n. 1967)
- Ahmed al-Nami, terrorista saudita ('Asir, n. 1979 - Shanksville, † 2001)

## Velocisti(1)
- Ahmed Douhou, velocista ivoriano (Bouaké, n. 1976)

## Senza attività specificata(2)
- Ahmed Al-Maktoum, ex tiratore a volo emiratino (Dubai, n. 1963)
- Ahmed Sharif as-Senussi, libico (Giarabub, n. 1873 - Medina, † 1933)